# Quebrada de Chita
La quebrada de Chita se halla ubicada en el departamento y municipio de Iglesia, Provincia de San Juan, Argentina.
El río Chita nace del deshielo en el cordón de Olivares en la cordillera de los Andes y desciende perpendicularmente a la cordillera hacia el este. Aproximadamente a 20 km de la naciente se encuentra una toma que desvía la mayor parte de su caudal hacia el canal de Chita, que con una extensión de 30 km riega las localidades de Iglesia y Bella Vista también del municipio de Iglesia.
El caudal es de 250 l/s manteniéndose constante durante la mayor parte del año, aumentando en verano como consecuencia de las lluvias.
La quebrada se encuentra en un estrecho valle perpendicular a la cordillera de los Andes que limita a Oeste con el cordón de Olivares, al norte con el cerro Las Pircas y al sur con la quebrada de Espota.
Topográficamente se puede considerar la zona de estudio como accidentada, constituida por afloramientos rocosos alineados en distintas direcciones que originan una morfología variada.

## Acceso
Se accede a la quebrada de Chita a través de la ruta provincial 421 que une los valles de Iglesia con los calingastinos. A unos 3 km al sur de la localidad de Bella Vista existe una huella bien mantenida que se dirige hacia el Oeste atravesando toda la extensión de la quebrada hasta el cordón de Olivares.

## Actividad económica
Es escasa la ocupación humana de la zona.

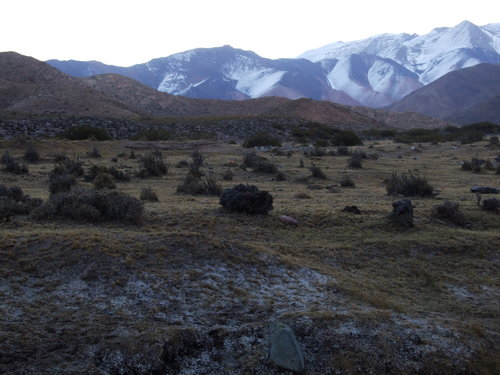
Chita, Iglesia, San Juan

Al igual que en las quebradas y valles circundantes, la principal actividad económica es la cría de ganado. La misma es realizada por puesteros que crían mayormente chivos. Asimismo existe cría de vacas, caballos y ovejas.
Existen artesanos que trabajan el cuero de los animales que crían y comercializan distintos productos derivados del mismo, especialmente aperos y accesorios para la vestimenta. 
A partir del año 2000 existen empresas mineras realizando prospecciones en búsqueda de oro, plata y cobre, varios proyectos se encuentran en estado de "exploración avanzada".

## Flora y fauna
Abundan los guanacos, pumas, zorros, liebres y ñandúes.
A lo largo de la quebrada existen vegas donde crece un pasto duro, que es utilizado como alimento en la cría de ganado. Hay presencia de yuyos como muña muña, ajenjo, jarilla, molle, chachacoma, valeriana, marancel, vira vira, doradilla, negrillo y granadilla.

## Geología
Cerca de la cabecera de la cuenca de la quebrada se encuentra un plutón granítico denominado "Chita". En la parte superior del mismo hay mineralizaciones de molibdeno.
En el sector medio afloran cuerpos subvolcánicos y volcánicos, asociados a ellos se encuentran cuerpos de brecha. Los principales yacimientos en este tramo son: Pórfido Escondido, Brecha Vaca y Pórfido de Chita.

## Clima
Las precipitaciones ocurren casi exclusivamente durante los meses de primavera y verano producto de las masas húmedas procedentes de la evaporación cordillerana. En verano se originan violentas tormentas eléctricas con abundante granizo.
La cantidad de precipitaciones aumenta con la altura registrando entre 80 y 145 mm anuales en la cota de los 2000 metros.
En las cumbres de la cordillera es notable la influencia del Anticiclón Pacífico cuya masa húmeda en el invierno deposita nieve en cantidad aproximada de 150 mm de media anual.
En las tierras altas la temperatura media es de 5° para el mes más frío y 15° para el mes más caliente. En las tierras bajas los registros indican 7° para el mes más frío y 20° para el mes más caluroso. En los extremos se encuentran temperaturas mínimas de -10° y máximas de 30° en verano.
Los vientos soplan de modo permanente cambiando su orientación durante el día. En la tarde y noche predominan los vientos desde las montañas hacia el valle y durante el día invierten la dirección.
Como consecuencia del Anticiclón Pacífico es frecuente durante el invierno el viento Zonda que deja nieves en las cumbres y eleva las temperaturas del valle.

## Historia
Los primeros habitantes de la zona llegaron alrededor del 8500 a.c. provenientes del Norte y se asentaron en todas las quebradas de la zona. Se los incluye dentro de la llamada Cultura de La Fortuna. Cazaban fundamentalmente el guanaco, la vicuña y el ñandú y recolectaban la algarroba, los frutos del chañar, algunas raíces de cactus, huevos de ñandú y juncos para hacer hilos. Estos grupos fueron, junto con sus congéneres en Calingasta los primeros habitantes de la Provincia de San Juan.
Entre el II milenio a. C. y el I milenio a. C. la explosión demográfica en Perú empujó a los grupos de pequeñas familias de cazadores- recolectores que no formaban parte de los centros desarrollados hacia el Sur y emigraron por la costa del pacífico hacia el sur (Actualmente Chile) y cruzando la cordillera de Andes ocuparon las vegas y valles iglesianos.
Estos primeros pobladores se dedicaron a recolectar en la llanura del piedemonte frutos de chañar y algarrobo y huevos de ñandú. Criaban llamas y cultivaban en verano pequeñas huertas en las márgenes de las vegas. Plantaban quínoa, poroto, zapallo, calabaza por lo menos desde el 900 a.c. y, poco después, también maíz. Se hallan comprendidos en lo que los historiadores denominan Cultura de Ansilta
El aumento poblacional en los albores de la era cristiana acabó con las vegas disponibles y obligó a los habitantes a ocupar las zonas más bajas de la quebrada, denominadas LLanos de Chita, y los obligó a reproducir estas condiciones microambientales construyendo cisternas que llenaban con los exiguos caudales de los arroyos circundantes para luego liberar el agua a través de una compuerta y regar de este modo. Algunas de estas cisternas podían albergar 200.000 L, esto se explica debido a la falta de agua en el invierno por la congelación de los afluentes en la alta montaña.
Entre los años 700 y 1000 la constante afluencia de nuevos pobladores desde el Norte permitió la incorporación de nuevas tecnologías para las actividades textiles y cerámicas. Este cambio cultural también se vio reflejado en la costumbre de cortar cabezas humanas para comer sus partes blandas o colocar el cráneo adentro de la vivienda con fines rituales.
A partir del año 1000 abandonaron estos cambios y volvieron a su cultura y modos de producción anteriores. Luego del año 1200 se desarrolló una actividad más intensiva agropecuaria que movilizó a los pobladores hacia los valles vinculados al Río San Juan. En este periodo se considera a los pobladores de Chita enmarcados en la llamada Cultura de Angualasto. Este grupo también desarrollo nuevas formas intensivas de explotación agropecuaria y ganadera. Los excedentes de producción les permitieron un amplio comercio con las regiones del Norte y con Chile.
Por el año 1460 abandonaron los campos de cultivo, las instalaciones ganaderas y dejaron de mantener los sistemas de riego por motivos aún no develados con claridad. Las mejoras climáticas en el Norte argentino disminuyeron la demanda de alimentos. Coincide esta decadencia con la llegada de las avanzadas militares Incas.
A partir de 1490 los Incas conquistaron toda la región bajo el reinado del emperador Huayna Cápac. Con su llegada los habitantes se vieron sometidos a las laboras agrícolas, que se vieron mejoradas por avances en el riego y el cultivo transferidos por los conquistadores y que se desarrollaron bajo su vigilancia.
En 1532 cayó el Imperio Inca y los habitantes de la quebrada abandonaron los nuevos campos de cultivo y dejaron de atender a los sistemas de riego dedicándose nuevamente a la cacería, incluida la de la vicuña, prohibida férreamente durante la ocupación incaica.
Hacia 1550 llegaron los conquistadores europeos que sojuzgaron a los habitantes y su cultura y comenzaron a utilizarlos como mano de obra para sus propias explotaciones.
Entre los cambios culturales que trajo la conquista el rápido abandono de las lenguas aborígenes y de las vestimentas y usos textiles fue uno de los más notables.  La aparición del caballo y de esclavos negros modificó grandemente las actividades económicas de la zona.
La necesidad de mantener las ciudades españolas en Chile hizo que muchos de los habitantes fueran trasladados forzadamente hacia ellas, decayendo enormemente las poblaciones por la emigración y la falta de hombres en edad reproductiva. 40 años después de la conquista de la zona las poblaciones originarias eran inexistentes y los pocos aborígenes que quedaban se hallaban encomendados.
En el año 1649 la totalidad de los indígenas de la zona registrados figuraban en Chile. La mayor parte de ellos en manos de la familia Pozo y Silva, de Santiago de Chile.
Hacia fines del siglo XVII el cacique Francisco Icaño (También Ilcaño o Icaña) recibió la titularidad de su propiedad que incluían toda la quebrada de Chita. El caso es conocido porque es uno de los pocos casos en América en que se otorgó propiedad legal a un indígena. Su hija Teresa Icaña lo heredó y fue considerada cacique de modo excepcional para una mujer, debido a la falta de hombres. En 1725 la cacica, sola, anciana y sin indios sujetos vendió la propiedad que incluía a Chita a Lorenzo Jofré por 200 pesos; un vestido de mujer traído de España costaba, en esa época, 300 pesos.
A partir de esa fecha no han existido asentamientos poblacionales en la quebrada, habitada escasamente por puesteros.